# Stourbridge FC
Stourbridge FC är en engelsk fotbollsklubb i Stourbridge, grundad 1876. Hemmamatcherna spelas på War Memorial Athletic Ground. Klubbens smeknamn är The Glassboys. Klubben spelar i Southern Football League Premier Division Central.